# Jan Michiels
Jan Michiels (Izegem, 1966) is een Vlaams muziekpedagoog en pianist.

## Biografie
Hij behaalde een eerste prijs piano aan het Koninklijk Conservatorium te Brussel bij Abel Matthys. Hij vervolmaakte zich bij Hans Leygraf aan de Hochschule der Künste Berlin. In 1988 werd hij laureaat van de jongerenwedstrijd Pro Civitate. Een jaar later won hij de internationale wedstrijd Emmanuel Durlet. Hij nam in 1991 deel aan de Koningin Elisabethwedstrijd, en werd er een van de laureaten. Later zou hij er als jurylid terugkeren. Van dan af was zijn binnenlandse carrière gelanceerd. Zo kwam hij onder contract bij het Festival van Vlaanderen. In 2006 werd hij nog laureaat van de KBC Muziekprijs.
Jan Michiels is docent piano aan het Koninklijk Conservatorium Brussel, waar hij aan het hoofd stond van de klas "Hedendaagse Muziek". Daarnaast is hij ook verbonden aan het Orpheusinstituut. Op 19 maart 2011 behaalde hij met "grootste onderscheiding" de graad van doctor in de kunsten met de verdediging van een oorspronkelijk proefschrift getiteld: Teatro dell'ascolto (Worüber man nichts sagen kann, muss man spielen).
Jan Michiels treedt regelmatig als solist op. Ook kamermuziek (met onder andere het Prometheusensemble) draagt zijn interesse weg. Met Inge Spinette vormt hij een piano-duo. Internationaal heeft hij Europa en Azië verkend en geconcerteerd met dirigenten als Angus, Baudo, Borejko, Edwards, Eötvös, Nézet-Séguin, Rahbari, Rundel, Siebens, Stern, Tamayo, Pfaff, Zender, Zagrosek. Zijn naam is ook verbonden met de dansproducties van Anne Teresa De Keersmaeker, Vincent Dunoyer en Sen Hea Ha.

## Discografie
Jan Michiels vertolkt van Bach tot hedendaagse muziek. Op cd bracht hij onder meer muziek van Brahms, Dvořák, Debussy, Bartók, Liszt, Rachmaninov, en de hedendaagse componisten Ligeti, Kurtág en Karel Goeyvaerts.
De Via Crucis (een Lisztportret), op cd uitgegeven door Eufoda werd bekroond in 2002 met een Caeciliaprijs. In 2005 nam hij voor Eufoda het integrale pianowerk op van Schönberg, Berg en Webern. Voor Klara nam hij ook kamermuziek van Robert Schumann op (2006).
- Bibliothèque nationale de France: cb158002223 (data)
- CiNii: DA11211347
- Digitale Bibliotheek voor de Nederlandse Letteren: mich102
- Gemeinsame Normdatei: 128873264
- International Standard Name Identifier: 0000 0001 1448 7110
- Library of Congress Control Number: n95114051
- MusicBrainz: f736ac0d-c95a-4431-9f68-ed2e7ff9fbf8
- Nationale Bibliotheek van Israël: 987007335044205171
- ORCID: 0000-0001-5009-4189
- ResearcherID: F-1601-2010
- Système universitaire de documentation: 158366719
- Virtual International Authority File: 77377811
- WorldCat: E39PBJd8cMRfpXrPDhYJd4HjYP